# Alabel

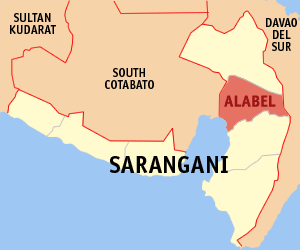
Alabels läge i Sarangani

Alabel är en ort på ön Mindanao i Filippinerna. Den är administrativ huvudort för provinsen Sarangani i regionen SOCCSKSARGEN.
Alabel räknas officiellt inte som stad utan är en kommun. Kommunen är indelad i 12 smådistrikt, barangayer, varav 11 är klassificerade som landsbygdsdistrikt och endast 1 som tätortsdistrikt. Hela kommunen har 71 872 invånare (2007) varav 20 125 invånare bor i centralorten.